# Малый Арлагуль
Малый Арлагуль — деревня в Лебяжьевском районе Курганской области. Входит в состав Арлагульского сельсовета.

## История
До 1917 года в составе Арлагульской волости Курганского уезда Тобольской губернии. По данным на 1926 год состояла из 62 хозяйств. В административном отношении входила в состав Арлагульского сельсовета Лебяжьевского района Курганского округа Уральской области.

## Население
| 1989 | 2002 | 2010 |
| ---- | ---- | ---- |
| 1    | ↘0   | →0   |

По данным переписи 1926 года в деревне проживало 283 человека (127 мужчин и 156 женщин), в том числе: русские составляли 100 % населения.